# Ramon Iglésias i Navarri
Ramon Iglésias i Navarri (Durro, Alta Ribagorça, 28 de gener de 1889 - la Seu d'Urgell, 31 de març de 1972) fou un religiós català que esdevingué bisbe d'Urgell i 59è copríncep d'Andorra.

## Inicis
De família pagesa de les muntanyes de l'Alta Ribagorça, va estudiar al Santuari de la Mare de Déu de la Plana de Mont-ros, filial del seminari d'Urgell, i, més tard, al mateix Seminari de La Seu, Filosofia, Teologia i Dret. D'allà va passar a la Pontifícia Universitat Gregoriana de Roma, on es doctorà.
Fou ordenat sacerdot el 14 de juliol de 1912, als 23 anys. Després de sis anys d'exercici, es feu capellà castrense de 1918 a 1942. Estigué a la campanya d'Àfrica, a la Guerra Civil, a l'Hospital Militar de Carabanchel i arribà a secretari del Vicariat General. Durant la guerra civil, va haver d'intercedir personalment davant de Franco pel seu parent Joaquim Maurín i Julià, diputat del Front Popular i dirigent del POUM i va evitar-li una condemna a mort més que probable.

## Bisbe d'Urgell
Fou nomenat bisbe d'Urgell i prengué possessió de la diòcesi el 4 d'abril de 1943 i, per tant, esdevingué copríncep d'Andorra. Va romandre en els càrrecs fins al 29 d'abril de 1969, any en què va presentar la seva renúncia per edat al Papa i fou substituït per Ramon Malla i Call, com a administrador apostòlic, fins que es nomenà a Joan Martí i Alanís com a successor. Iglésias fou nomenat per a la diòcesi titular de Satrianum fins a l'11 de desembre de 1970.
Una de les seves obres principals al bisbat fou la renovació del Seminari. També és de destacar la seva participació en el Concili Vaticà Segon.
A Andorra li tocà compartir principat amb el Règim de Vichy francès, el govern provisional i la Quarta i la Cinquena Repúbliques, amb personatges de la talla de Pétain o De Gaulle.
Retirat, repartí residència entre el seu poble natal i una congregació religiosa a Matadepera fins que, molt malalt, tornà a la Seu on morí el 31 de març de 1972.

## Distincions honorífiques
- Gran Creu de l'Orde de Sant Ramon de Penyafort[2]